# Waldemar (Schleswig)

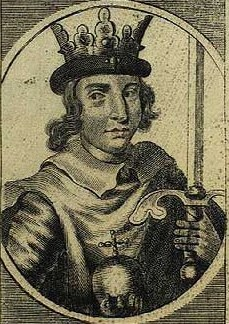
Waldemar von Schleswig

Waldemar von Schleswig (* 1209; † 28. November 1231 auf Refsnæs), auch „Waldemar der Junge“ (dänisch: „Valdemar den Unge“) oder Valdemar III. genannt, war von 1209 bis 1215 Herzog von Schleswig und als Mitregent seines Vaters Waldemar II. König von Dänemark von 1215 bis zu seinem Tod.

## Leben
Waldemar war der älteste eheliche Sohn von Waldemar II. aus dem Haus Estridsson und dessen erster Ehefrau Dagmar von Böhmen. Im Alter von sechs Jahren wurde er Mitregent, überlebte aber seinen Vater nicht und wurde deshalb weder dessen Nachfolger noch alleinregierender Monarch. Er wird manchmal auch Waldemar III. genannt, zum Beispiel lautet die lateinische Inschrift auf seinem Grabstein:
Trotzdem wird die Bezeichnung „Waldemar III.“ meist verwendet, um entweder seinen Neffen als Herzog Waldemar III. von Schleswig oder dessen Urgroßneffen als späteren König Waldemar III. von Dänemark zu bezeichnen. Auch darf der junge König nicht mit dem ein halbes Jahrhundert älteren, aber gleichzeitig agierenden ehrgeizigen Bischof Waldemar von Schleswig (* 1157/58; † 1235/1236) verwechselt werden.

### Kindheit
Waldemar wurde 1209 geboren. Er war der älteste Sohn aus erster Ehe des Vaters. Seine Mutter, Königin Dagmar, starb im Kindbett 1212 und hinterließ ihren Ehemann als Witwer mit einem jungen Sohn. Sie war im dänischen Volk wegen ihrer Frömmigkeit und Güte sehr beliebt gewesen.
König Waldemar heiratete zwei Jahre später Berengaria von Portugal. Aus dieser Ehe bekam Waldemar von Schleswig vier Halbgeschwister: Erik, Sofie, Abel und Christoffer. Seine neue Stiefmutter, eine schöne und stolze Frau, unbeliebt und wenig geachtet im dänischen Volk, war ein großer Kontrast zu Waldemars Mutter Dagmar. Berengaria starb 1221 im Kindbett, König Waldemar heiratete nicht wieder.

### Junior-König
Bei einem Treffen der dänischen Magnaten, welche König Waldemar auf Samsø 1215 einberufen hatte, erklärten sich alle bereit, einen Eid auf den jungen Waldemar zu leisten. Kurz danach wurde er beim Viborger Landsthing zum Mitkönig von Dänemark gewählt, ein ursprünglich in Frankreich von den Kapetingern und später in vielen europäischen Monarchien praktiziertes Verfahren. Waldemar übergab zum gleichen Zeitpunkt das Herzogtum Schleswig an seinen jüngeren Bruder Erik. Während eines großen Festes in Schleswig im Sommer 1218, bei dem 15 Bischöfe und 3 Herzöge anwesend waren, wurde Waldemar im Schleswiger Dom zum Junior-König von Dänemark gesalbt und gekrönt.

### Geiselhaft

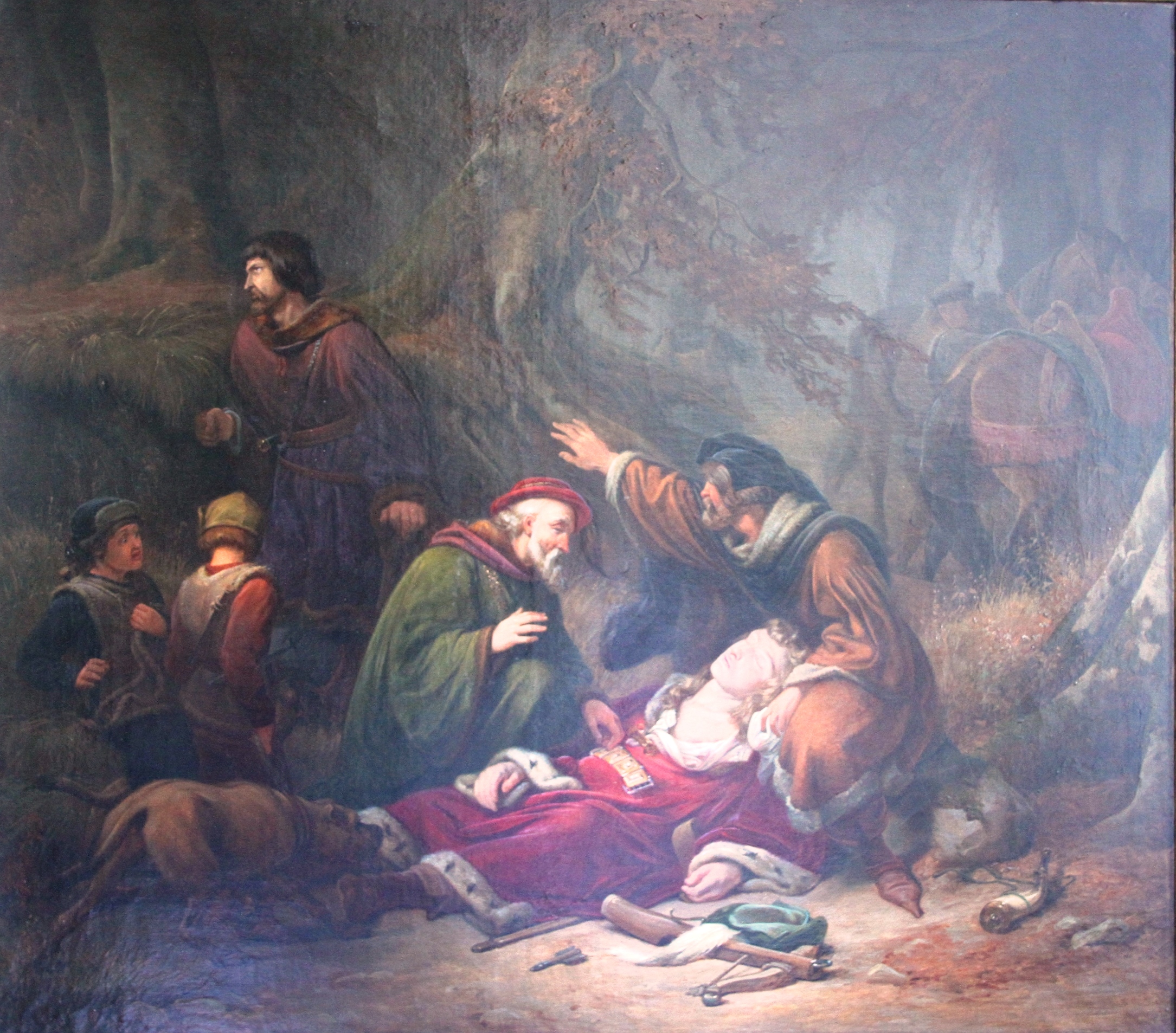
Der Tod von Waldemar des Jungen, vom dänischen Maler Christian Emil Andersen, 1843

Zusammen mit seinem Vater nahm der junge Waldemar an der unglücklichen Jagd auf der Insel Lyø 1223 teil, bei der beide Könige von Heinrich I. von Schwerin gefangen genommen wurden. Beide wurden in den Jahren 1224 und 1225 im Waldemarturm der Burg Dannenberg gefangen gehalten. Nach einer Haft in Schwerin war der junge Waldemar bis Ostern 1226 inhaftiert. Graf Heinrich forderte für die Freilassung von Vater und Sohn, dass Dänemark die vor 20 Jahren in Holstein eroberten Ländereien übergibt und Vasall des Heiligen Römischen Reiches wird. Dänische Gesandte lehnte diese Bedingungen ab, und Dänemark erklärte den Krieg. Während die Könige im Gefängnis saßen, sagten sich die meisten deutschen Gebiete von Dänemark los. Dänische Truppen wurden entsandt, um sie „bei der Stange“ (Fahne) zu halten. Der Krieg endete mit der Niederlage der dänischen Truppen unter dem Kommando von Albrecht von Orlamünde in Mölln 1225. Um ihre Freigabe zu erreichen, musste Waldemar II. die Gebietsabtretungen an Deutschland anerkennen, 40.000 Pfund Silber zahlen und das Versprechen unterschreiben, keine Rache an Graf Heinrich zu nehmen und seinen Sohn Erik stattdessen ins Gefängnis zu schicken.

### Heirat
Der junge König Waldemar heiratete am 24. Juni 1229 in Ribe Eleonore von Portugal, Tochter von Alfons II. von Portugal und Nichte von Waldemars Stiefmutter. Das Treffen der beiden war von Bischof Gunner von Viborg arrangiert worden, der das Paar wie ein Vater liebte. Sie waren erst zwei Jahre verheiratet, als Königin Eleonore am 28. August 1231 im Kindbett starb. Das Kind lebte nur kurze Zeit.

### Tod
Am 28. November 1231 wurde der junge Waldemar während der Jagd auf Refsnæs in der Nähe von Kalundborg versehentlich erschossen. Er starb am selben Tag. Waldemar wurde gelobt für seine Milde und Freundlichkeit in jeder Richtung und war sehr populär. Die lateinische Elegie eines geistlichen Autors, die dieser schrieb, als die Könige gefangen genommen wurden, erwähnt ihn mit den besten Worte des Lobes. Es war eine große Trauer im Land, als er getötet wurde. Er wurde in der Kirche St. Bendts in Ringsted neben seiner Frau, Königin Eleonore, beigesetzt. Sein Vater machte dann seinen jüngeren Halbbruder Erik zum Mitkönig. König Waldemar II. starb zehn Jahre später, und Erik wurde sein Nachfolger.